# Splot pośredni
Splot pośredni (ang. intermediate plexus) – środkowa strefa ozębnej usytuowana pomiędzy grupą włókien wtopionych w cement korzenia zęba oraz grupą włókien przymocowanych do kości wyrostka zębodołowego. Te trzy grupy włókien są ze sobą splecione za pomocą małych, grubych pęczków włókien kolagenowych (nierozciągliwych) i oksytalanowych (elastycznych). Obecność splotu oraz falisty i różnokierunkowy przebieg włókien ozębnej umożliwia wyrzynanie się zębów oraz ruch zęba – zarówno fizjologiczny podczas żucia, jak i np. w leczeniu ortodontycznym.